# کلوشتر فسرا
کلوشتر فسرا (به آلمانی: Kloster Veßra) یک شهر در آلمان است که در هیلدبورگهاوزن واقع شده‌است. کلوشتر فسرا ۳۵۶ نفر جمعیت دارد.